# Cascina Roland
Cascina Roland è un'antica cascina fortificata nel comune di Villar Focchiardo nella val di Susa.

## Storia

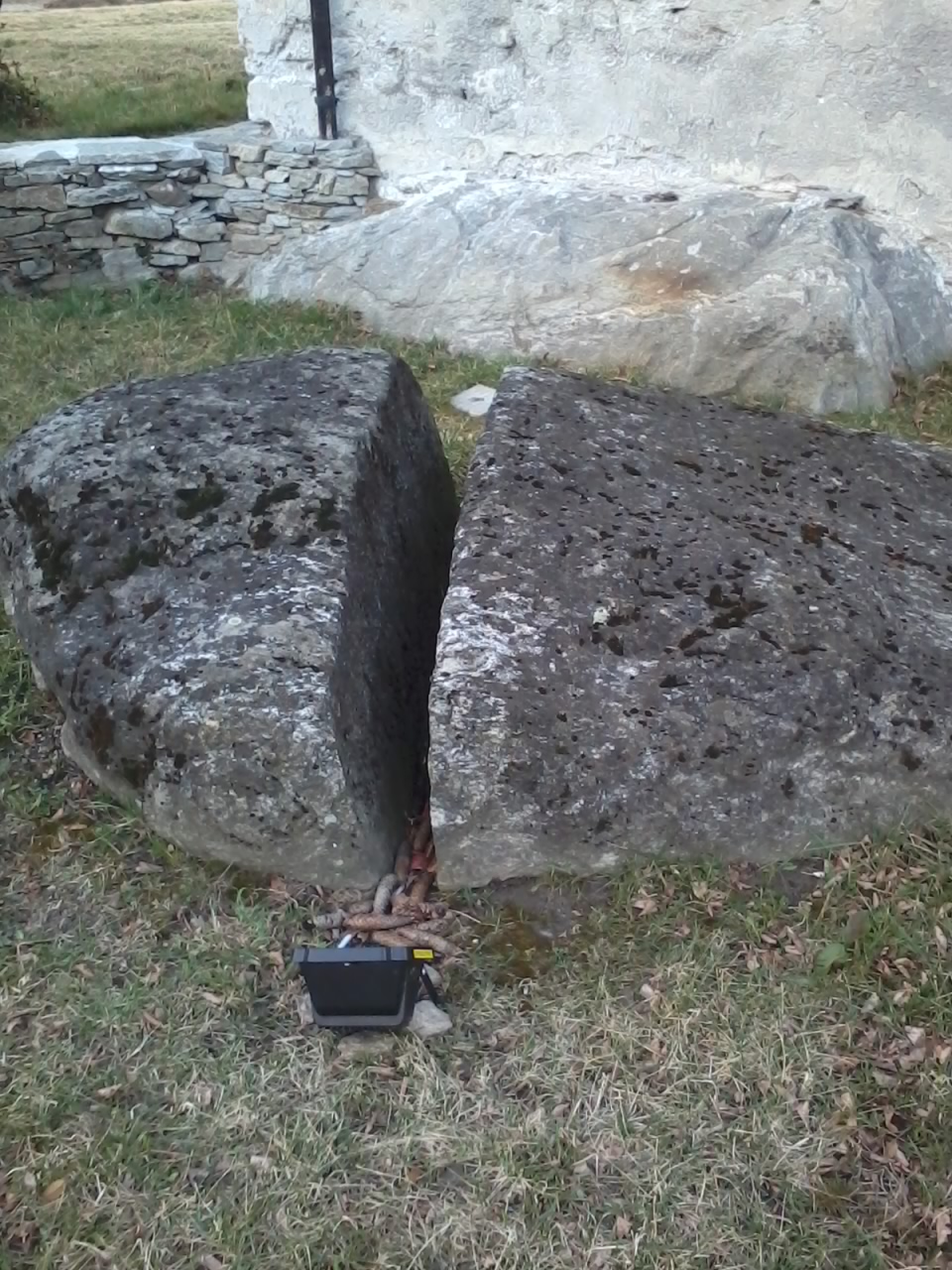
Il leggendario Masso Roland

All'esterno del fabbricato, verso la SS 24, è presente una grossa pietra tagliata in due, la tradizione narra che a romperla sia stato Orlando durante il transito dell'esercito di Carlo Magno che andava ad intraprendere la battaglia alle chiuse longobarde di (Chiusa di San Michele) che decretò la fine del Regno longobardo e l'ascesa al potere di Carlo.
Per molto tempo fu adibita a cascina e dopo alcuni anni di totale abbandono, è stata a su tempo acquistata dalla Comunità montana Bassa Valle di Susa con l'intento di restaurarla ed adibirla a centro di accoglienza turistica.
Ora ospita una locanda con un ristorante, eventi culturali, riunioni di lavoro e mostre temporanee. Nella struttura la locanda dispone di sei camere.
Per raggiungere Cascina Roland bisogna seguire la strada statale 24 del Monginevro in località Villar Focchiardo.